# Фур (Понтарлије)
Фур (фр. Fourgs) насеље је и општина у источној Француској у региону Франш-Конте, у департману Ду која припада префектури Понтарлије.
По подацима из 2011. године у општини је живело 1239 становника, а густина насељености је износила 44,27 становника/km². Општина се простире на површини од 27,99 km². Налази се на средњој надморској висини од 1100 метара (максималној 1.242 m, а минималној 899 m).

## Демографија
| 1962. | 1968. | 1975. | 1982. | 1990. | 1999. | 2011. |
| ----- | ----- | ----- | ----- | ----- | ----- | ----- |
| 710   | 742   | 753   | 806   | 941   | 1.058 | 1.239 |

График промене броја становника у току последњих година